# 白澤奈緒子
白澤 奈緒子（しらさわ なおこ、1977年6月20日 - ）は、元東日本放送（khb）のアナウンサー。
岩手県岩手郡滝沢村（当時、現在の滝沢市）出身。盛岡白百合学園、仙台白百合女子大学卒業。

## 経歴
- TBS系列のCSニュース専門チャンネル・JNNニュースバード（現：TBS NEWS）の第3期キャスターを担当。
- 2001年 - KHBに入社する。
- 2006年9月9日に結婚式を行った。（この模様は9月11日の「突撃!ナマイキTV」で放送され、9月15日までは新婚旅行のため番組を休むことになった。）
- 2008年1月22日の「突撃!ナマイキTV」にて、妊娠しており、2008年5月に出産予定であることを発表した。2008年4月より産休に入る。
- 2009年4月に復帰。
- 2010年3月29日から「突撃!ナマイキTV」に復帰。
- 2012年7月17日「突撃!ナマイキTV」を降板。
- 2012年7月24日第二子出産のため産休に入る。
- 2013年9月に復帰。
- 2015年3月31日をもってアナウンサー職を離れ、CSR広報部へ異動となる[1]。
- 2017年2月1日にアナウンス職へ復帰[2]。

## 過去の担当番組
- 夕方ワイドあなたにCue!（ニュースコーナー）
- 突撃!ナマイキTV（司会）
- 朝だ!生です旅サラダ（リポーター）
- 夕方LIVE!キニナル（総合司会）[3]
- にちヨル女子部（ナレーター）
- ナマイキサタデー
- ニュース・天気予報
- アルヨ

## エピソード
- 実姉が仙台ロイヤルパークホテルに勤めており、「突撃!ナマイキTV」にVTRで何度か出演している。
- 宝塚ファンでもある。